# Únos rukojmích v Gladbecku
Únosem rukojmích v Gladbecku či Gladbeckou rukojemnickou krizí jsou označovány události, ke kterým došlo ve dnech 16.–18. srpna 1988, kdy recidivisté Hans-Jürgen Rösner a Dieter Degowski vyloupili pobočku banky Deutsche Bank ve městě Gladbeck v tehdejší Spolkové republice Německo. Po příjezdu policie zajali dvojici pracovníků banky, vyžádali si výkupné a únikové vozidlo, kterým se následně dopravili do Brém, kde společně s Rösnerovou přítelkyní Marion Löblichovou unesli linkový autobus s 30 pasažéry na palubě. Trojice byla dopadena po 54 hodinách během policejního zásahu nedaleko města Bad Honnef. Tato rukojemnická krize si vyžádala smrt dvou rukojmích, jednoho zasahujícího policisty a zranění několika dalších osob. Ostrá kritika se snesla jak na policejní sbor, tak novináře, kteří o průběhu událostí prakticky nepřetržitě informovali veřejnost, přičemž se opakovaně dopouštěli neetického chování.

## Průběh událostí

### Gladbeck
16. srpna v 7.55 se dvojice kariérních zločinců Hans-Jürgen Rösner a Dieter Degowski vloupala do pobočky banky Deutsche Bank v pasáži obchodního centra ve městě Gladbeck. Pobočka nebyla v době vloupání ještě otevřena. Ozbrojené dvojice si všiml náhodný svědek, který přivolal policii. Dvojice získala 120 000 západoněmeckých marek z bankovních přepážek. Při odchodu z budovy zpozorovali policejní vůz, a proto se rozhodli vrátit dovnitř a vzít si dva přítomné zaměstnance jako rukojmí. Během obsazení banky opakovaně vystřelili do vzduchu. Již v této úvodní fázi událostí se do okolí začali sjíždět novináři a televizní štáby. Tomu z televizní stanice RTL Plus se podařilo lupičům do banky zatelefonovat a zjistit jejich požadavky – 300 000 marek v hotovosti, pouta pro rukojmí a únikové vozidlo. Novináři předali tyto požadavky policii, která se rozhodla jim vyhovět. Peníze rozdělené do několika plastových balíků umístil policista ve spodním prádle před vchod, kde je převzal jeden ze zadržovaných zaměstnanců uvázaný na provaze. Zároveň byl přistaven automobil Audi 100. Dvojice okolo 22.00 nastoupila i s oběma rukojmími a z banky odjela. Po cestě se k nim připojila Rösnerova přítelkyně Marion Löblichová. Policie únosce nesledovala, jelikož byl jimi poskytnutý automobil vybaven odposlechem a sledovacím zařízením. Rösner to předpokládal a vůz tak postupně vyměnili za několik dalších, které po cestě odcizili. Při neúspěšném pokusu o odcizení automobilu z před restaurace vystřelil Degowski do jejího okna. I poslední automobil, který takto získali, byl nastražený policií a vybavený sledovacím zařízením. Trojice se cestou zastavila na benzínové pumpě, kde Rösner odzbrojil přítomného policistu. Dále nakoupili zásoby potravin, alkohol a léky na spaní. Následně opustili Gladbeck a pokračovali v jízdě na sever přes města Münster a Osnabrück.

### Brémy

Autobus č. 53 brémské hromadné dopravy

17. srpna automobil s únosci a rukojmími dorazil do Brém, kde se zastavili na snídani. Později Rösner a Löblichová zanechali Degowského v autě a vydali se do města nakupovat oblečení. Policistům v přestrojení se v obou případech podařilo dostat do jejich bezprostřední blízkosti, k žádnému zásahu však nedošlo. V podvečer si posádka automobilu všimla policejního vozu, který je sledoval, proto se ve čtvrti Huckerliede rozhodli unést linkový autobus č. 53 s 30 pasažéry na palubě. Novinářům, kteří je celou dobu sledovali, se zde s únosci podařilo navázat kontakt. Ti jim dovolili fotografovat uvnitř autobusu a Rösner jim také poskytl rozhovor, během kterého uvedl, že budou zabíjet rukojmí, pokud s nimi policie nebude jednat podle jejich představ. Zároveň tvrdil, že se odmítají vzdát a raději zemřou. Skrze novináře pak sdělili policii své požadavky – vůz BMW 735i a spoutaného policistu, kterého chtěli vyměnit za rukojmí. S tímto požadavkem brémská policie nesouhlasila. Někteří z novinářů se pokusili nabídnout se jako rukojmí místo pasažérů v autobusu, na tento návrh únosci nepřistoupili. Policie s únosci komunikovala výhradně prostřednictvím novinářů. Telefonní linka, kterou pro komunikaci s nimi zřídili, nefungovala. Rösner postupně začal ztrácet trpělivost. Ačkoliv si sám vyžádal přistavení únikového vozu, později tvrdil, že vůz od policie nechce, protože jim nevěří. Vystřelil také na dům naproti autobusu s tvrzením, že se v něm schovávají maskovaní policisté. Po propuštění pěti starších cestujících nařídili únosci řidiči autobusu, aby se rozjel směrem k dálnici.

### Odpočívadlo Grundbergsee
Pouhých několik kilometrů za Brémami zastavil autobus na dálničním odpočívadle Grundbergsee. Zde byli propuštěni oba zaměstnanci banky. Svědci potvrdili, že únosci se v důsledku opilosti, zkonzumovaných léků a nedostatku spánku chovali chaoticky. Krátce před 11 hodinou večer se Löblichová vydala na čerpací stanici na toaletu, kde byla zadržena dvojicí policistů, kteří jí spoutanou naložili do automobilu a odvezli na opačnou stranu odpočívadla. Když se o jejím zatčení dozvěděli zbylí únosci, oznámili, že každých 5 minut zabijí jedno rukojmí, dokud nebude propuštěna. Automobil s Löblichovou byl přivolán zpět. Při sundávání jejích pout došlo ke zlomení klíče a lhůtu se tak nepodařilo dodržet. Ve 23.11, krátce před jejím návratem, střelil Degowski do hlavy 14letého Itala Emanuele De Giorgiho, kterého následně novináři vynesli z autobusu ven a přenesli do zázemí benzínové stanice, kde mu byla poskytnuta první pomoc. Na místě nebyla k dispozici záchranka. Byla přivolána telefonem z benzínové stanice. Kvůli uzavřeným příjezdovým cestám se však zdržela. Chlapec po převozu do nemocnice zemřel. V autobuse zůstala jeho 9 letá sestra. Po tomto incidentu se dal autobus opět do pohybu a vyjel po dálnici směrem na Nizozemsko.

### Oldenzaal, Nizozemí

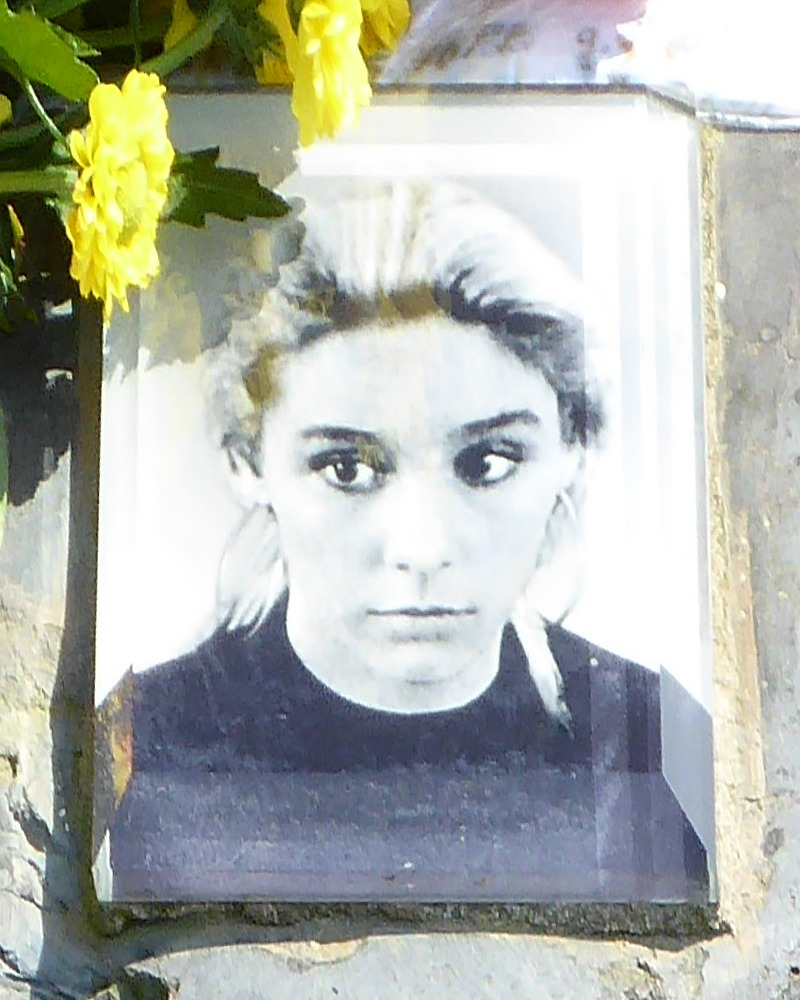
Fotografie Silke Bischoffové

Při sbírání informací o únosu došlo ve 23.15 k nárazu jednoho policejního automobilu do kamionu. Při nehodě zemřel policista Ingo Hagen. Nizozemská strana byla informována o příjezdu autobusu předem a podnikla potřebné přípravy. Autobus překročil hranici 18. srpna ve 2.30 ráno a dojel do příhraniční obce Oldenzaal. Únosci se zde spojili s nizozemskou policií a sdělili své požadavky. Nizozemci s nimi odmítli vyjednávat, protože mezi unesenými byly také malé děti. O několik hodin později došlo k propuštění 3 dětí a 2 žen. Poté zopakovali svůj požadavek na vůz BMW 735i a stažení všech policistů. Stříbrné BMW bylo doručeno na místo o hodinu později. Únosci trvali na tom, že si nechají jako rukojmí Ines Voitleovou a Silke Bischoffovou, jejíž fotografie se staly jedním ze symbolů celé krize. Byla také jedním z rukojmích se kterými novináři udělali rozhovor. Při nakládání věcí do automobilu došlo k náhodnému výstřelu z Rösnerovy pistole při kterém utrpěli zranění řidič autobusu a Löblichová. Po přestoupení do BMW se únosci vydali po dálnici zpět do Německa následováni kordonem policistů a novinářů.

### Kolín nad Rýnem
Policisté věděli, že je Löblichová postřelená a očekávali rychlé skončení krize, proto nebyl vydán rozkaz k zásahu. Únosci cestou zastavili v obci Wuppertal v lékárně. O ošetření Löblichové v nemocnici neusilovali. V 11.30 poté dorazili do Kolína nad Rýnem, kde se kvůli neznalosti města dostali na pěší zónu v centru. Veřejnost byla o situaci informována z médií. Nedlouho po jejich příjezdu tak obklopil automobil dav lidí. Novináři opět udělali rozhovor s únosci, pomohli jim naladit autorádio a zakoupili jim kávu a koláče. Opět také mluvili s Bischoffovou, která přiznala, že má velké obavy. Jeden z fotografů vyzval Degowského, aby jí přitlačil zbraň ke krku, aby mohl pořídit dobrý snímek. K automobilu se dostal také policista v civilních šatech, který se pokusil vyjednávat. Rösner to odmítl a vyzval dav, aby se rozestoupil a umožnil jim odjet. Novinář Udo Röbel nastoupil do vozu, aby vypomohl s navigací po městě. Později byl za tento krok kritizován. Rösner následně zamířit na dav zbraní a vynutil si průjezd pěší zónou.

### Dálnice A3 poblíž Bad Honeffu

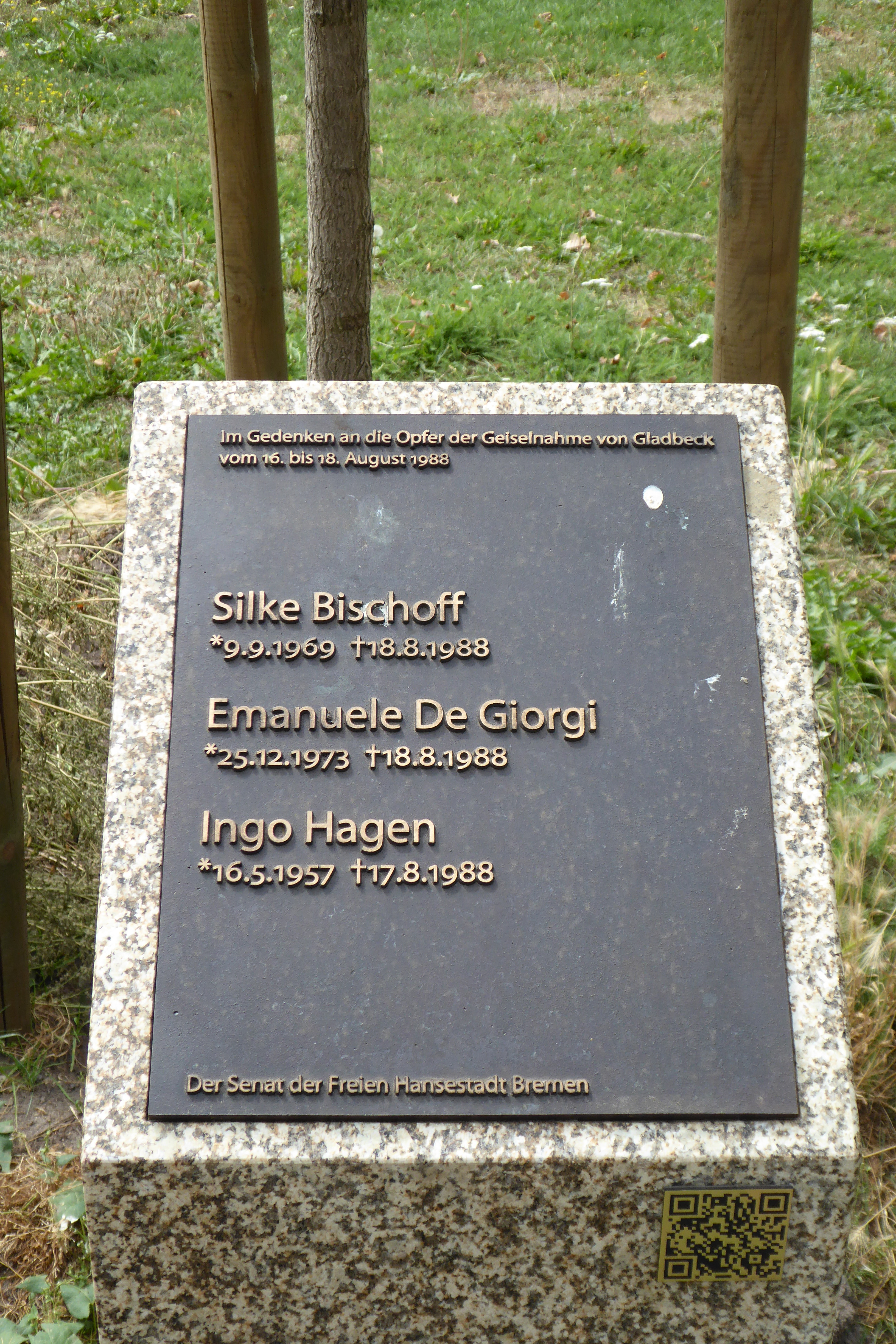
Památník obětem

Röbel opustil automobil krátce po nájezdu na dálnici A3. I zde se za vozem únosců vytvořila kolona automobilů novinářů a policistů. V BMW byl opět nainstalován odposlech a tentokrát také imobilizér na dálkové ovládání, které však neměla policie při pronásledování po dálnici k dispozici. Proto bylo rozhodnuto, že bude vůz zastaven nárazem opancéřovaného automobilu zásahové jednotky. Automobily novinářů byly zablokovány, aby nepřekáželi při zásahu. Rösner nedaleko města Bad Honeff zastavil na okraji vozovky a dvojici žen oznámil, že budou zanedlouho propuštěny. Dosah odposlechu nebyl dostatečný a policisté tak tuto informaci nezachytili. Zásahový tým se rozhodl využít toho, že BMW únosců zastavilo a akce tak byla zahájena. K nárazu došlo v 11.40. V jeho důsledku se automobil únosců otočil levým bokem k automobilu zásahové jednotky. Na této straně seděla Bischoffová, Voitleové se podařilo vyskočit ven z druhé strany a utéct do bezpečí. Policie použila dýmovnice a následně zahájila palbu, kterou únosci opětovali. Všichni únosci byli postřeleni a zatčeni. Uvnitř jejich automobilu byla nalezena Silke Bischoffová bez známek života. Podle oficiální vyšetřovací verze se jí Rösner snažil z předního sedadla zatlačit na podlahu, přičemž z jeho zbraně vyšel náhodný výstřel, který ji zasáhl do srdce. Rösner tuto verzi odmítl a z její smrti obvinil policii.

## Další vývoj případu

### Kritika médií
Gladbecká krize představovala první podobnou situaci, jejíž průběh mohla německá společnost sledovat v přímém přenosu. Zúčastnění novináři byli za svůj přístup kritizováni veřejností i kolegy z branže. Michael Konken, prezident německého svazu novinářů, označil jejich chování za nejtemnější hodinu německé žurnalistiky od druhé světové války. Udo Röbel byl v médiích označen za komplice únosců. V roce 1998 se stal šéfredaktorem nejčtenějšího bulvárního časopisu v Německu Bild. Svaz německých novinářů v důsledku této události přijal zákaz pořizování rozhovorů s pachateli v průběhu páchání trestného činu. Tento zákaz je však nemožné prakticky vymáhat.

### Kritika policie
Policejní složky bezprostředně po dramatickém zásahu na dálnici A3 zabavili přítomným svědkům záznamy události. Později toto chování ospravedlňovali snahou zabránit prozrazení policejní taktiky pro případ podobných situací v budoucnu. Zatčení Marion Löblichové v Grundbergsee dva zasahující policisté vysvětlili tak, že jí byli v prostorách odpočívadla napadeni a proto se jí rozhodli i bez přímého rozkazu zadržet. Rodiny obou mrtvých rukojmích policii žalovali. Policejní postup prošetřil příslušný úřad z Düsseldorfu. Ten identifikoval celkem 3 časová okna, kdy bylo možné zneškodnit únosce bez ohrožení rukojmích. Ministr vnitra za Severní Porýní-Vestfálsko Herbert Schnoor bránil rozhodnutí policie nezasáhnout tím, že panovalo „oprávněné přesvědčení“, že rukojmí budou bez újmy propuštěna. Ministr vnitra za spolkovou zemi Brémy uznal, že bylo chybou neposkytnout policejnímu týmu záchranku. Oba ministři na své funkce rezignovali.

### Tresty
Rösner a Degowski byli odsouzeni na doživotí, Löblichová k 9 letému trestu. Po 6 letech byla propuštěna na svobodu za dobré chování. Degowskému bylo od roku 2013 umožněno pravidelně opouštět vězení a v roce 2019 byl po 30 letech podmínečně propuštěn. Po návratu na svobodu získal novou identitu. Rösner žádal o podmínečné propuštění neúspěšně.

## Vyobrazení ve filmu
V roce 2018 byla natočena dvoudílná televizní minisérie 54 hodin, která věrně rekonstruuje průběh událostí.
V roce 2022 vznikl pro Netflix celovečerní dokument Gladbeck: Únos rukojmích, který je celý složen z autentických záznamů pořízených v srpnu 1988.